# 2053
Rok 2053 (MMLIII) gregoriánského kalendáře začne ve středu 1. ledna a skončí ve středu 31. prosince.

## Předpokládané a naplánované události
- 150 let od založení Americké asociace politických věd
- 30. ledna – 120 let od jmenování Adolfa Hitlera říšským kancléřem
- 5. února – 100. výročí premiéry filmu Petr Pan
- 2. března – 720. výročí nástupu Kazimíra III. na polský trůn
- 5. března – 100. výročí smrti sovětského vůdce Josifa Vissarionoviče Stalina
- 24. března – 450. výročí úmrtí anglické královny Alžběty I.
- 30. března – 200. výročí narození malíře Vincenta van Gogha
- 9. dubna – 32. výročí úmrtí prince Philipa
- 2. června – 100. výročí korunovace Alžběty II. královnou Spojeného království
- 20. června – 50. výročí založení Nadace Wikimedia
- 30. srpna – 100 let od založení Zoologické zahrady města Brna
- 14. října – 60. výročí ukončení činnosti Prognostického ústavu Akademie věd České republiky